# Dedazo
El término dedazo (utilizado en expresiones como «aplicar el dedazo») se utiliza a modo de crítica para dar a entender que un político o servidor público designa a su sucesor o colaborador sin seguir ningún proceso público y/o democrático de selección. El término se deriva del ademán de señalar con el dedo cuando se elige a alguien.
Un sinónimo es el de dedocracia, que surge de la fusión de dedo y democracia. Además, expresiones tales como elección digital y democracia digital, que generalmente se refieren al uso de las tecnologías de la información y la comunicación en los procesos democráticos, en ocasiones se utilizan de forma sarcástica en el sentido de «elección por dedazo».

## Usos
En la sociedad mexicana, las clases populares usaron el término como una forma popular de burla y protesta hacia los políticos mexicanos y las características autoritarias del régimen surgido del Partido Revolucionario Institucional que gobernó México desde 1929 hasta el año 2000. El «dedazo mayor» se realizaba cada seis años, cuando el presidente saliente elegía a su sucesor, hasta la fecha recurrente en el sistema político mexicano.[cita requerida]
Aunque la expresión de "Dedazo" se usaba mas como una forma de referirse a una práctica del partido político anteriormente mencionado, esta también se usa coloquialmente en circunstancias civiles, sociales y demás cuando se ve que una persona es ascendida a un cargo público o privado de forma inexplicable sin siquiera haber considerado su carrera pública o privada así como experiencia previa para ello. Muchas veces el periodismo político usa esta expresión como símbolo de imposicion a fuerza de situación con el fin de reforzar la información y afirmar que dicho nombramiento fue de facto. 
Otra expresión similar es le de decir que alguien ostenta un cargo público o privado "De Plumazo" esto refiriéndose al hecho de que una persona ajena a un gremio o comunidad fuese puesta también en un cargo incluso sin saber previamente de este mismo,un ejemplo de esta expresión "De Plumazo" fue cuando se expreso que Arturo Durazo Moreno fue nombrado general de división sin siquiera haber cursado una carrera militar previa y que solo fue un contentillo para el amigo del entonces presidente José López Portillo.